# Montville (Connecticut)
Montville è un comune di 19.612 abitanti degli Stati Uniti d'America, situato nella Contea di New London nello Stato del Connecticut.
Montville è costituita da quattro città più piccole: Uncasville, Chesterfield, Oakdale e Mohegan.